# شرخر ۲
شرخر ٢ (به انگلیسی: The Debt Collector 2) فیلمی در ژانر
اکشن و کمدی به کارگردانی جسی وی. جانسون که دنباله شرخر می‌باشد و در ۲۹ می ۲۰۲۰ منتشرشد. از ستارگان فیلم می‌توان به اسکات ادکینز، لوئیس ماندیلور و ولادیمیر کولیچ اشاره کرد.

## داستان
«فرنچ» و «سو» جمع‌آوران بدهی، به لاس وگاس احضار می‌شوند تا از یک صاحب کازینو کثیف، که اتفاقاً عاشق سابق شرور سو است، جمع‌آوری کنند. در همین حال، یک سلطان بدنام مواد مخدر در مسیر جنگ است تا فرنچ و سو را بکشد تا انتقام مرگ برادرش را بگیرد. در مواجهه با خطر از همه جهات، این جفت چاره ای جز مبارزه برای خروج از یک موقعیت بسیار خطرناک نخواهند داشت.